# Читанова Тетяна Павлівна
Тетяна Павлівна Читанова (21 лютого 1924 — ?) — українська радянська діячка, новатор виробництва, бригадир бригади електромонтажників Дніпропетровського верстатобудівного (машинобудівного) заводу Дніпропетровської області. Депутат Верховної Ради УРСР 6-го скликання.

## Біографія
З 1950-х років — бригадир бригади електромонтажників Дніпропетровського верстатобудівного (машинобудівного) заводу Дніпропетровської області.
Потім — на пенсії у місті Дніпрі Дніпропетровської області.

## Нагороди
- медалі